# Макаров, Григорий Иосифович
Макаров Григорий Иосифович (01 ноября 1929 — 14 ноября 2003) — киргизский, советский, хозяйственный и партийный деятель. Заслуженный агроном Киргизской ССР.

## Биография
Кандидат сельскохозяйственных наук. Член КПСС с 1953 года. Второй секретарь Араванского районного комитета партии КП Киргизии (1959—1963). Главный агроном колхоза «Коммунизм» Сузакского района (1963—1993).
В течение более 20 лет (1968—1988) к-з «Коммунизм» Сузакского района перевыполнял плановые задания правительства Киргизии и обеспечивал стабильно высокие урожаи хлопчатника. При средней урожайности хлопчатника в 30 ц/га, в к-зе «Коммунизм» Сузакского района средняя урожайность хлопчатника составляла 40-45 ц/га (Киргизская Советская Энциклопедия, КСЭ, 1982, стр. 225).
Дважды избирался депутатом Верховного Совета Киргизской ССР 11-го и 12-го созывов, народным депутатом Киргизии (1984—1989) и (1990—1994).

## Награды и признание
Награждён орденами Ленина, Октябрьской Революции, Трудового Красного Знамени (дважды), «Знак Почета», юбилейной медалью «За доблестный труд» (1970 г.), медалями «За трудовое отличие» и «За трудовую доблесть». Почетной Грамотой Верховного Совета Киргизской ССР.
Почётный гражданин города Джалал-Абад.

## Семья
В самом начале войны семья Григория Иосифовича Макарова (мать, сестра и младший брат) была эвакуирована из деревни Старое Село, Велижского района Смоленской области на юг Киргизии в город Ош. А отец и старший брат в самые первые дни после начала войны были призваны в ряды Красной Армии. С ВОВ вернулся только старший брат, Тит Иосифович Макаров. Отец, Иосиф Макаров, пропал без вести.
Мать, Нинель Макарова (Демидова) одна воспитывала троих детей, дочь Надежду и сыновей Григория и Ивана. Похоронена в 1962 году в ЗАТО Знаменск, Астраханской области, Россия.
Старший брат — Тит Иосифович Макаров (05.09.1918-1988). Кавалер ордена Отечественной войны II степени. Похоронен в г. Ош, Киргизская Республика.
Сестра — Надежда Иосифовна Хильченко (Макарова) (1928—2001). Похоронена в г. Чернигов (Украина).
Младший брат — Иван Иосифович Макаров (10.11.1933-25.12.2004), ученый-агроном. Похоронен в п. Топар, Абайского района Карагандинской области, Казахская Республика.